# Gonomyia (Leiponeura) pachymera
Gonomyia (Leiponeura) pachymera is een tweevleugelige uit de familie steltmuggen (Limoniidae). De soort komt voor in het Afrotropisch gebied.